# Year of the Cat
 (juillet 2018).
Si vous disposez d'ouvrages ou d'articles de référence ou si vous connaissez des sites web de qualité traitant du thème abordé ici, merci de compléter l'article en donnant les références utiles à sa vérifiabilité et en les liant à la section « Notes et références ».
Albums de Al Stewart
Modern Times
(1975) Time Passages
(1978)
Year of the Cat est le septième album studio du musicien britannique Al Stewart, sorti en juillet 1976, et produit par Alan Parsons. Il comprend notamment le titre Year of the Cat, écrit avec Peter Wood.

## Titres de l'album
| 1. | Lord Grenville                         |  | 5:02 |
| 2. | On the Border                          |  | 3:23 |
| 3. | Midas Shadow                           |  | 3:16 |
| 4. | Sand in Your Shoes                     |  | 3:04 |
| 5. | If it Doesn't Come Naturally, Leave It |  | 4:30 |
| 6. | Flying Sorcery                         |  | 4:22 |
| 7. | Broadway Hotel                         |  | 3:58 |
| 8. | One Stage Before                       |  | 4:41 |
| 9. | Year of the Cat                        |  | 6:37 |

## Musiciens
- Al Stewart : guitare acoustique, claviers, chant
- Tim Renwick : guitare
- Peter White : guitare espagnole sur on the border
- George Ford : basse
- Peter Wood : claviers
- Don Lobster : claviers
- Stuart Elliot : batterie & percussions
- Bobby Bruce : violon
- Phil Kenzie : saxophone alto
- Marion Driscoll : triangle
- David Pack : chœurs
- Tony Rivers : chœurs
- John Perry : chœurs
- Stuart Calver : chœurs
- Andrew Powell : arrangements des cordes
- Graham Smith : harmonica
- Alan Parsons : production